# Kuzma Csorni
Mikalaj Karlavics Ramanovszki (Belaruszul: Мікалай Карлавіч Раманоўскі, oroszul: Николай Карлович Романо́вский) írói álnevén Kuzma Csorni (Belaruszul: Кузьма Чорны, Borki, 1900. június 24. – Minszk, 1944. november 22.) fehérorosz költő, író, drámaíró és újságíró. A fehérorosz nyelvű regényírás egyik úttörője.

## Élete

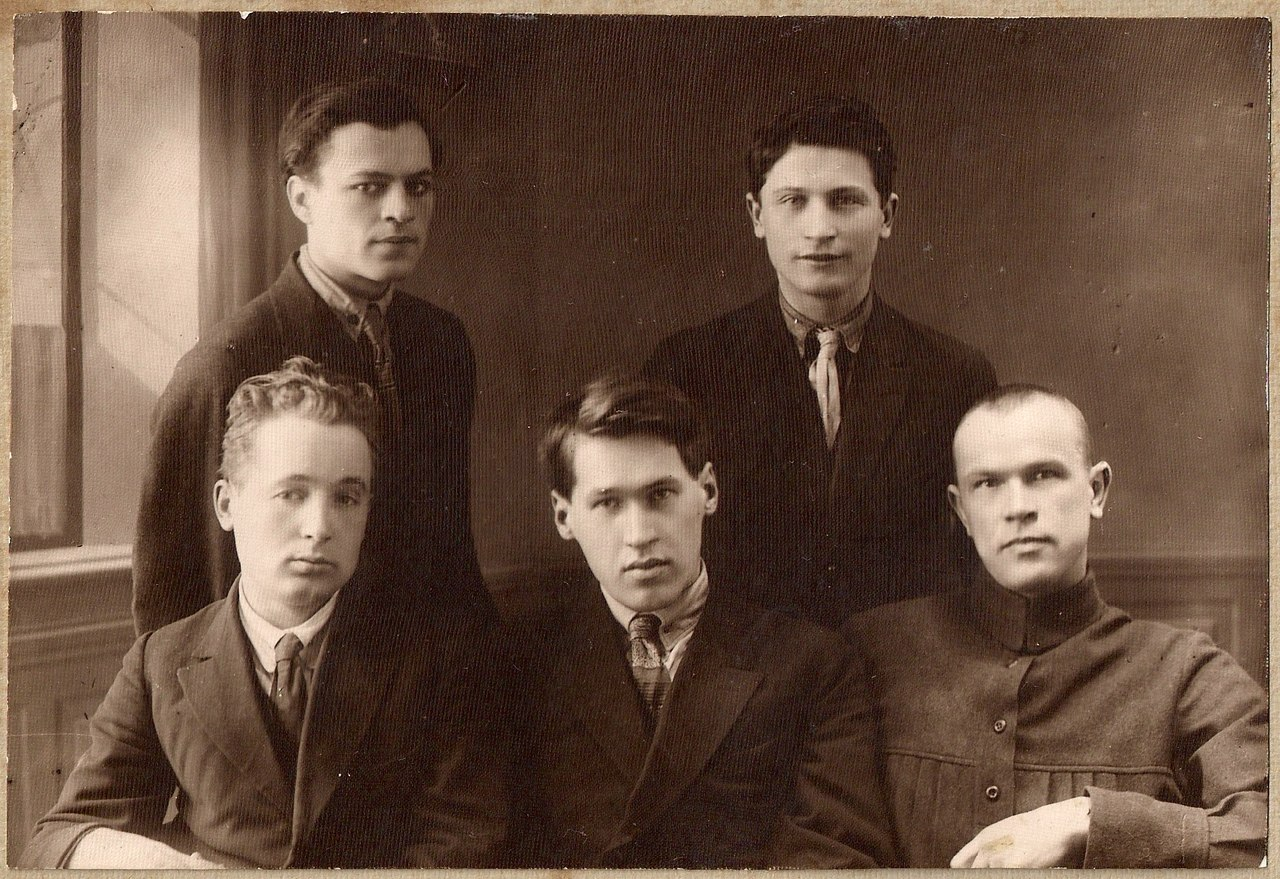
Az Uzvissa szervezet azonos nevű folyóiratának szerkesztőbizottsága. Csorni az alsó sorban balról az első (Minszk, 1927)

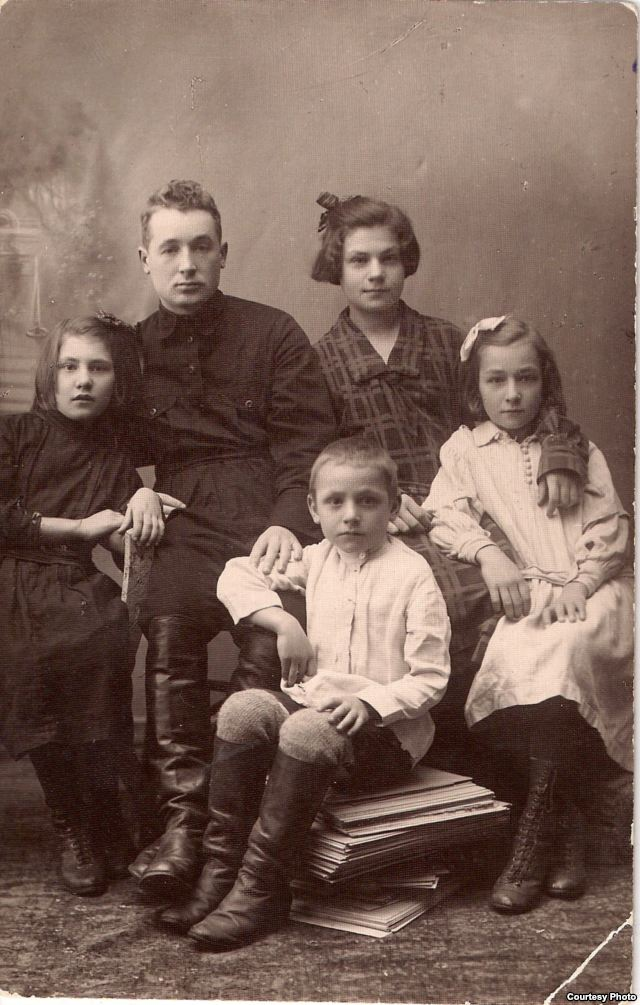
Első feleségével, Ida Csirvannyal és rokonaival

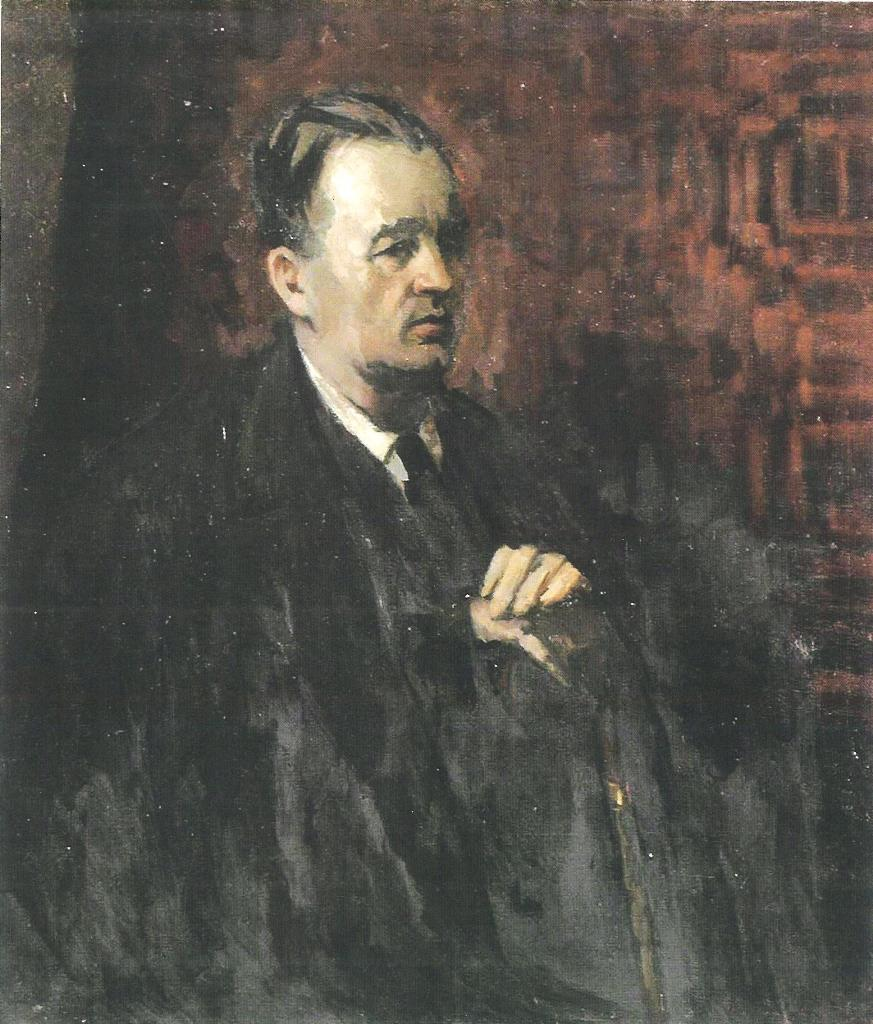
Ivan Akhremcsik: Kuzma Csorni portréja (1943)

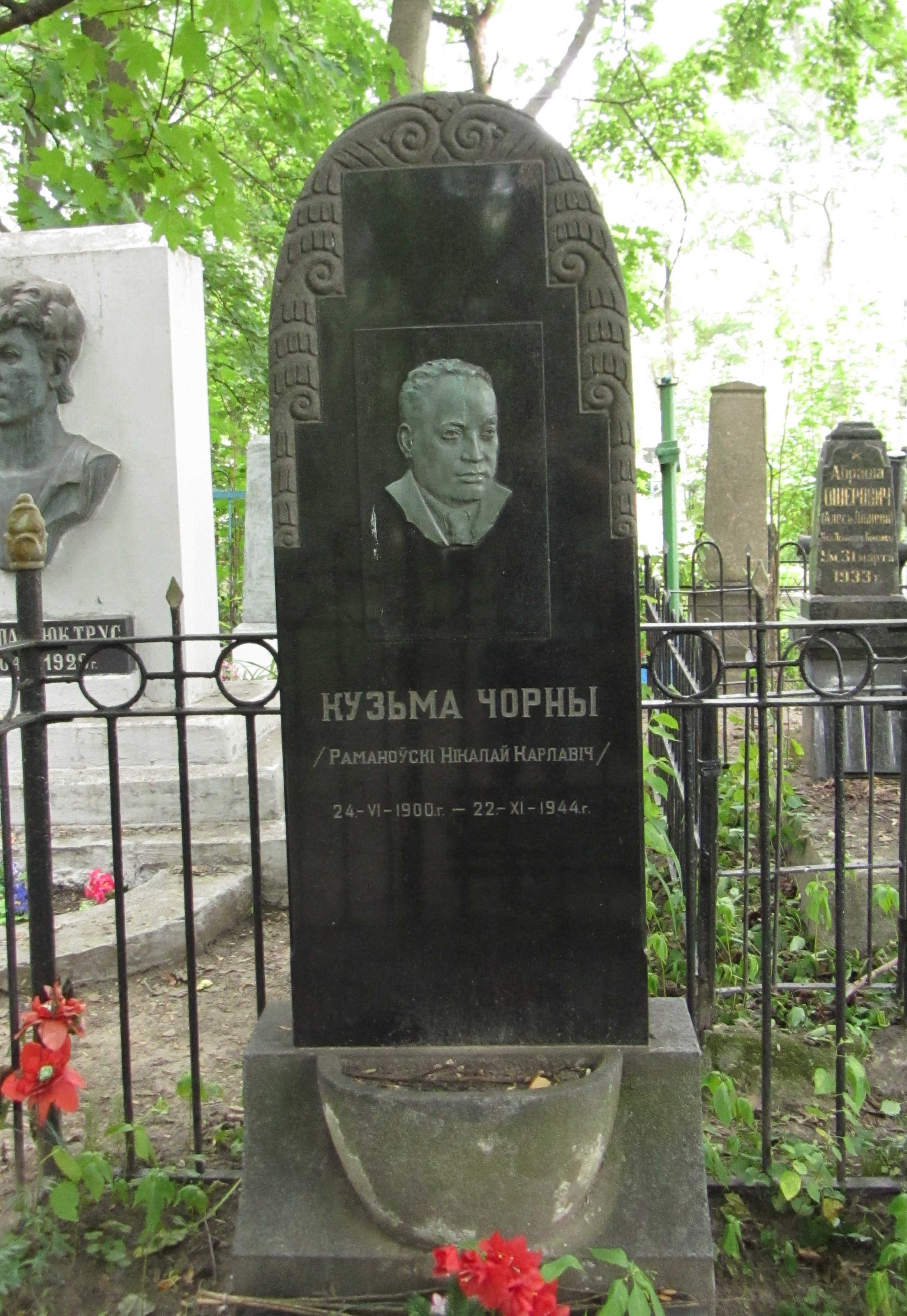
Síremléke a minszki katonai temetőben

Falfestmény a portréjával Minszkben (2022)

1900-ban földműves családban született. 1913-ban fejezte be az elemi iskolát. 1916-tól 1919-ig Nyaszvizsban a tanári szemináriumban diákoskodott, de nem tudta befejezni a tanulmányait, mert 1919-ben a lengyel hatóságok bezárták az intézményt. 1923 és 1925 között a Fehérorosz Állami Egyetem Pedagógiai Karán az Irodalmi és Nyelvészeti Tanszéken tanult. Az 1920-as években Szluckban dolgozott tanárként. Még diákként, 1924-ben kezdett el dolgozni, 1928-ig volt újságíró a Belaruszkaja Vjoszka (Belarusz Falu) folyóiratnál. 1923-ban a Maladnyak (Ifjú) irodalmi szervezet tagja lett, 1926-tól 1931-ig öt éven át az Uzvissa (Magaslat) írószervezet elnöke. A kritikusok a „fehérorosz Dosztojevszkijnek” nevezték, tragikus sorsot jósoltak a számára. 1938. október 14-én letartóztatták, és a minszki börtönbe zárták, ahol 8 hónapot töltött, ebből 6 hónapot magánzárkában. Rendszeresen kínozták, a testben-lélekben megkínzott író 1939. június 8-án szabadult. Több műve elégett a második világháború első napjaiban. Az akkor írottakból csak az Irinka (1940) című darab maradt fenn. 1941 és 1944 között Moszkvában élt, a Razdavim Fasisztkuju Gagyinu (Eltapossuk A Fasiszta Hüllőt) című – a megszállt fehérorosz területeken illegálisan terjesztett – szatirikus folyóiratnál dolgozott. 1944 szeptemberében visszaköltözött Minszkbe.
1934-től a Szovjetunió Írószövetségének tagja, 1943-ban pedig belépett a Szovjetunió Kommunista Pártjába (SZKP). 1944. november 22-én, 44 évesen agyvérzésben halt meg a Szovnarkom által biztosított lakásban. Temetésére a Minszki katonai temetőben került sor.

## Munkássága
Irodalmi tevékenységét költőként (álnéven: M.R.) kezdte. Első cikkeit és verseit 1920-ban publikálta. 1921-től regényeket is írt. Irodalmi munkássága kezdetének tartotta a Kuzma Csorni álnéven megjelent A határon című novella (1923) megjelenését. Ezután a Történetek és Az élet ezüstje (1925) című kötetei következtek. Az 1930-as évek történeteiben bemutatta az „új ember” (kollektivista, szocialista) születésének folyamatát. Feltárta a műveiben az osztályhovatartozást, ami sematizmushoz és a képek elszegényedéséhez vezetett. Az 1940-es évek történeteiben a korszak drámai epizódjait elevenítette fel: a második világháborúról, a fehérorosz föld pusztításáról és a beloruszok hősies ellenállásáról, emlékezetes képeket alkotott az ekkor történtekről. Emellett számos novellát is írt. Az író utolsó művei évekig kéziratban maradtak.
Műfordítóként is maradandót alkotott, fehérorosz nyelvre fordította Karol Vanek cseh író, Puskin, Gogol, Makszim Gorkij, Vlagyimir Korolenko és más orosz klasszikusok műveit. Folytatta Jaroslav Hašek Švejkről szóló regényét.
A művei közül többet színpadra állították: A harmadik nemzedék című regényét 1959-ben, a Nagy szív címűt 1960-ban. Az Éjszaka az úton fehérorosz filmet 1992-ben készítették, az azonos című történet alapján.

## Művei
| Cím                                            | Magyarul                                        | Év        |
| ---------------------------------------------- | ----------------------------------------------- | --------- |
| На граніцы                                     | A határon                                       | 1923      |
| Апавяданні                                     | Történetek                                      | 1925      |
| Срэбра жыцця                                   | Az élet ezüstje                                 | 1925      |
| Па дарозе                                      | Útközben                                        | 1926      |
| Сястра                                         | Nővér                                           | 1927–1928 |
| Зямля                                          | A föld                                          | 1928      |
| Вераснёвыя ночы                                | Szeptemberi éjszakák                            | 1929      |
| Лявон Бушмар                                   | Ljavon Busmar                                   | 1929      |
| Вецер і пыл                                    | Szél és por                                     | 1927–1929 |
| Ідзі, ідзі                                     | Gyerünk, gyerünk                                | 1930      |
| Бацькаўшчына                                   | Szülőváros                                      | 1931      |
| Брыгадзіравы апавяданні                        | A művezető történetei                           | 1932      |
| Трыццаць год                                   | Harminc év                                      | 1934      |
| Трэцяе пакаленне                               | A harmadik nemzedék                             | 1935      |
| Люба Лук'янская                                | Ljuba Lukjanszkaja                              | 1936      |
| Простыя людзі                                  | Egyszerű emberek                                | 1936      |
| Вялікае выгнанне                               | A nagy száműzetés                               | 1936      |
| Судны дзень                                    | Ítéletnap                                       | 1936      |
| Базылевічава сямя                              | A Bazilevics család                             | 1938      |
| Насцечка                                       | Az utóíz                                        | 1940      |
| Маленькая жанчына                              | Egy kis nő                                      | 1940      |
| Прасторны дом                                  | Tágas ház                                       | 1940      |
| Вялікае сэрца                                  | Nagy szív                                       | 1940      |
| Ірынка                                         | Irinka                                          | 1941      |
| Як дзядзька Тамаш напалохаў ваўкоў             | Hogyan ijesztette meg Tomáš bácsi a farkasokat  | 1941      |
| Кат у белай манішцы                            | A hóhér fehér köpenyben                         | 1942      |
| Герой Савецкага Саюза Ціхан Піменавіч Бумажкоў | A Szovjetunió hőse, Tikhan Pimenovics Bumazhkov | 1943      |
| Вялікае сэрца                                  | Nagy szív                                       | 1945      |
| Пошукі будучыні                                | A jövő keresése                                 | 1943      |
| Вялікі дзень 1941–44'                          | A Nagy Nap 1941–44 (befejezetlen)               | 1947      |
| Млечны Шлях                                    | A Tejút                                         | 1944      |
| Скіп'ёўскі лес                                 | A szkipie erdő                                  | 1944      |
| Сумліцкая хроніка 1941–44                      | Szumlicki krónika 1941–44                       | 1975      |

## Emlékezete
- Róla nevezték el a timkovicsi iskolát, ahol vele kapcsolatos irodalmi múzeum is működik (a Fehérorosz Irodalomtörténeti Múzeum egyik intézménye).[7]
- Babrujszkban, Minszkben,[8] Nyaszvizsben, Szluckban utcát neveztek el róla.
- 2000-ben két emléktáblát avattak fel a tiszteletére.
- Graffiti készült egy minszki házfalra a portréjával (2022).

## Fordítás
- Ez a szócikk részben vagy egészben  a   Kuźma Čorny című angol Wikipédia-szócikk ezen változatának fordításán alapul.  Az eredeti cikk szerkesztőit annak laptörténete sorolja fel. Ez a jelzés csupán a megfogalmazás eredetét és a szerzői jogokat jelzi, nem szolgál a cikkben szereplő információk forrásmegjelöléseként.
- Ez a szócikk részben vagy egészben  a(z)   Кузьма Чорный című orosz Wikipédia-szócikk ezen változatának fordításán alapul.  Az eredeti cikk szerkesztőit annak laptörténete sorolja fel. Ez a jelzés csupán a megfogalmazás eredetét és a szerzői jogokat jelzi, nem szolgál a cikkben szereplő információk forrásmegjelöléseként.